# Kamenca nad Ložicami
Kamenca nad Ložicami – wieś w Słowenii, w gminie Kanal ob Soči. W 2018 roku pozostawała niezamieszkana.